# فرانسيس جانسين
فرانسيس جانسين (بالإنجليزية: Frances Janssen)‏ هي لاعب كرة قاعدة أمريكية، ولدت في 25 يناير 1926 في ريمينغتون في الولايات المتحدة، وتوفيت في 27 نوفمبر 2008 في لافاييت في الولايات المتحدة.